# أرسنال موسم 2002–03
كان موسم 2002–03 هو الموسم الحادي عشر لنادي أرسنال لكرة القدم في الدوري الإنجليزي الممتاز والموسم السابع والسبعين على التوالي في دوري الدرجة الأولى الإنجليزي لكرة القدم.   احتفظ النادي بكأس الاتحاد الإنجليزي، وهو الإنجاز الذي حققه توتنهام هوتسبير آخر مرة في عام 1982، لكنه احتل المركز الثاني خلف مانشستر يونايتد في الدوري الإنجليزي الممتاز. في دوري أبطال أوروبا ، أدت الهزيمة أمام فالنسيا في مرحلة المجموعات الثانية إلى خروج أرسنال من المسابقة في نفس الدور للعام الثاني على التوالي.
بدأ أرسنال الموسم الجديد بفوزه بالدوري والكأس، وسعى المدير الفني أرسين فينغر إلى تحسين أدائه في دوري أبطال أوروبا، وهي البطولة التي فشل فيها النادي. أدى اعتزال المدافع توني آدمز إلى تعيين لاعب الوسط الفرنسي باتريك فييرا قائداً للفريق، وتم التعاقد مع باسكال سيغان كبديل في خط الدفاع. وشملت التعاقدات الأخرى لاعبي خط الوسط الدفاعي جيلبرتو سيلفا وكولو توريه، في حين غادر حراس المرمى أليكس مانينغر وريتشارد رايت للانضمام إلى إسبانيول وإيفرتون على التوالي.
في الدوري، كان الفوز 4–1 على ليدز يونايتد في سبتمبر يعني أن النادي حطم الرقم القياسي للتسجيل في مباريات متتالية (47)، ومباريات خارج أرضه في الدوري دون هزيمة (22). بدأ النادي عام 2003 في المركز الأول، لكنه تعثر بعد ذلك؛ حيث سمح التعادل مع أستون فيلا في أبريل لمانشستر يونايتد بالانتقال إلى صدارة الترتيب. أدى التعادل الإضافي أمام بولتون واندررز إلى خروج بطولة الدوري من أيدي أرسنال حسابيا، كما أن الهزيمة أمام ليدز بعد أسبوع أنهت فرص الفريق في الاحتفاظ بالدوري. ولكن العزاء جاء في الاحتفاظ بكأس الاتحاد الإنجليزي؛ حيث كان الهدف الوحيد الذي سجله لاعب الوسط روبير بيريز كافياً للفوز على ساوثهامبتون في نهائي عام 2003.
مثّل النادي 30 لاعبًا مختلفًا في خمس مسابقات وكان هناك 17 هدافًا مختلفًا. وكان الهداف الرئيسي لفريق أرسنال هو تييري هنري، الذي سجل 32 هدفاً في 55 مباراة.